# Farol do Calcanhar
O Farol do Calcanhar ou Farol de Touros farol do Brasil, estando situado no município de Touros, a 86 km de Natal, capital do estado do Rio Grande do Norte. Está estrategicamente colocado numa região onde o litoral brasileiro faz um ângulo agudo, a chamada "esquina do continente". Com 62 metros de altura e 298 degraus, é o segundo maior do Brasil.
É uma torre cilíndrica em concreto armado com quatro gigantes laterais de reforço e lanterna. Pintada com faixas horizontais brancas e pretas. Vários edifícios térreos anexos. O farol é aberto a visitação somente aos domingos no período vespertino das 14 as 17 horas.

## História

### 1º farol
Foi construído no ano de 1912, pelo mecânico Raimundo Soares Pereira, mediante um contrato lavrado na Capitania dos Portos do Estado do Rio Grande do Norte. À lavratura do contrato esteve presente o capitão dos portos – capitão-de-corveta Pedro Vieira de Melo Pina. A execução do contrato foi determinada por telegrama urgente do almirante Jaceguai, chefe da repartição da Carta Marítima do Brasil, do Ministério da Marinha, sendo diretor de Faróis o capitão-de-fragata Eduardo Veríssimo de Matos.
A construção teve início no dia 8 de abril de 1912, com a presença do 1.º tenente-da-armada Tilemon Fontes, Capitão do Porto, interino, e terminou na administração do capitão-tenente Romero de Araújo, tendo vindo do Rio de Janeiro, a fim de receber o Farol, o ex-mecânico da Diretoria de Faróis, Alfredo Shultz, os quais seguiram para Touros a fim de receber o Farol por estar terminada a sua construção, e fazer, no dia determinado (21 de dezembro de 1912) a sua inauguração, após o que foram tiradas as suas coordenadas: 5º 8’ 50" de latitude, e 35º 31’ 11" de longitude.
Seu alcance luminoso era de 25 milhas em tempo claro. Aparelho de quarta ordem, pequeno modelo, com flutuador de mercúrio, servido por uma lâmpada de reservatório inferior, de duas mechas.
Em vista das constantes reclamações dos navegantes à Diretoria responsável, foi determinada pelo Exmº Sr. Almirante Américo Basílio Silvado, Superintendente de Navegação, no ano de 1927, a transformação do Farol para o sistema AGA, serviço esse executado pelo Mecânico de Faróis Domingos da Silva Xavier, auxiliado pelos faroleiros Antonio Dourado Netto, Raymundo Coelho, Avelino André da Silva, José Francisco Leite, José Viana Barbosa e Domingos Amâncio de Oliveira, sob a fiscalização do Sr. Capitão Tenente João Duarte, Comandante do Aviso Faroleiro "Tenente Mario Alves", em missão de faróis no norte do País.
Até 18 de setembro de 2017, era o maior do Brasil e segundo da América Latina, mas perdeu o posto para o novo farol do Farol do Mucuripe. 

### Segundo farol
Em junho de 1937, com a presença do Sr. Capitão Tenente Leonel Magalhães Bastos, Capitão dos Portos, e do 2º Tenente Emigdio Lins Fialho e do faroleiro encarregado  Avelino André da Silva, foi inaugurado o novo Farol aeromarítimo, com alcance de 25 milhas. Sua construção era de ferro, com 52 metros de altura, altitude de foco de 57 metros, todo pintado de roxo-terra. Aparelho de luz AGA, exibindo luz branca com as seguintes características: B. 0,3 seg. ; Ecl. 9,7 seg.

### Farol atual
Em 1941 foi dado início ao novo Farol, de concreto armado, com 62 metros de altura, na gestão do Sr. Vice-Almirante Tácito Reis de Moraes Rego, Diretor Geral de Navegação, terminando na gestão do Sr. contra-almirante Jorge Dodsworth Martins. A inauguração do novo Farol teve lugar no dia 10 de novembro de 1943, cujo acendimento foi comandado pelo rádio do novo Farol após um sinal do Presidente da República, que se encontrava no salão de festas do Ministério da Marinha.

## Equipamento
- Sistema rotativo – automático (Dalen), lanterna (Barbie – DN), exibe as mesmas características.  Alcance luminoso 34,5 e alcance geográfico de 22 milhas.
- Estação DGPS